# Samson, Alabama
Samson är en ort i Geneva County i Alabama. Vid 2020 års folkräkning hade Samson 1 874 invånare.